# Argyrodes argentatus
Argyrodes argentatus är en spindelart som beskrevs av O. Pickard-Cambridge 1880. Argyrodes argentatus ingår i släktet Argyrodes och familjen klotspindlar. Inga underarter finns listade i Catalogue of Life.